# Ludwig Goldbrunner

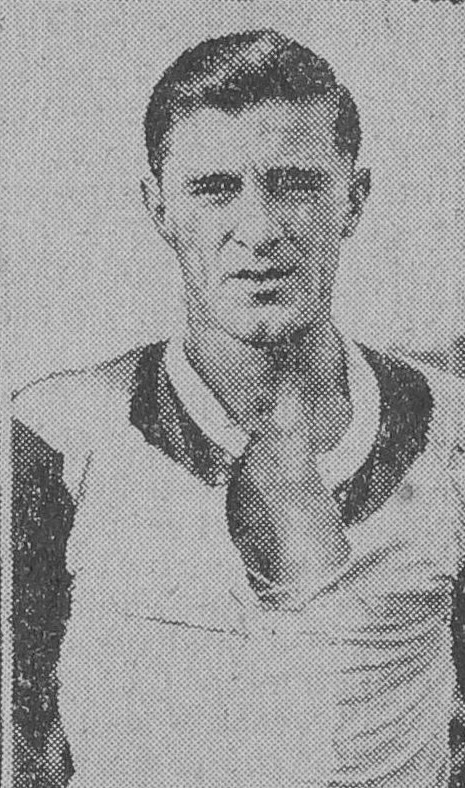
Ludwig Goldbrunner, um 1934

Ludwig Goldbrunner (* 5. März 1908 in München; † 26. September 1981 ebenda), auch „Lutte“ genannt, war ein deutscher Fußballspieler, der von 1933 bis 1940 für die A-Nationalmannschaft 39 Länderspiele bestritten hatte. 

## Karriere

### Vereine
Schon als Neunjähriger schloss sich Goldbrunner dem FC Bayern München an und war zehn Jahre in der Nachwuchsmannschaft aktiv, bevor er 1927 in die erste Mannschaft aufrückte und sich in der Folgezeit zu einem Münchner Fußballidol entwickelte. Bereits in seiner Premierensaison im Seniorenbereich gewann er u. a. mit Ludwig Hofmann, Emil Kutterer und Josef Pöttinger die Süddeutsche Meisterschaft vor Eintracht Frankfurt und der Spielvereinigung Fürth, nachdem man zuvor Südbayerischer Meister in der Bezirksklasse Bayern geworden war.
Als Teilnehmer an der Endrunde um die deutsche Meisterschaft 1928 war er mit der Mannschaft zunächst gegen Wacker Halle und die SpVgg Sülz 07 im Achtel- bzw. Viertelfinale mit 3:0 bzw. 5:2 erfolgreich, doch im Halbfinale beendete der Hamburger SV mit Albert Beier, Otto Harder, Hans Lang und Walter Risse mit einem deutlichen 8:2-Erfolg, obwohl es zur Halbzeit noch 1:1 gestanden hatte, die Titelträume der Mannschaft von Trainer Konrad Weisz.
In der Saison 1931/32, jetzt übte Richard Dombi das Traineramt bei den Bayern aus und als Leistungsträger neben Goldbrunner waren Sigmund Haringer, Konrad Heidkamp und Oskar Rohr im Einsatz, gelang der erste Gewinn der Deutschen Meisterschaft des FC Bayern München. Nach einem Halbfinalerfolg mit 2:0 Toren gegen den 1. FC Nürnberg setzten sich die Münchener auch im Finale am 12. Juni 1932 mit demselben Resultat gegen den Süddeutschen Meister Eintracht Frankfurt durch. Eine Wiederholung dieses Erfolges gelang dem herausragenden Abwehrdirigenten mit ausgezeichnetem Kopfballspiel – Goldbrunner war für das WM-System wie geschaffen – in seiner langjährigen Aktivität beim FC Bayern München nicht mehr.
Von 1937 bis 1941 war er Mannschaftskapitän und von 1938 bis 1943 übte er beim FC Bayern München das Amt des Spielertrainers aus. Nach dem Ende des Zweiten Weltkrieges war er von 1945 bis 1949 in der gleichen Funktion beim TSV 1860 München tätig und bestritt in der Oberliga Süd in der Saison 1945/46 für die „Löwen“ sieben Punktspiele. Ab 1949/50 trainierte er den ASV Dachau, kehrte später wieder zum FC Bayern München zurück und war dort im Spielausschuss tätig.

### Auswahl-/Nationalmannschaft
Mit der Gauauswahl Bayern gewann er dagegen den Gauauswahlwettbewerb um den Adolf-Hitler-Pokal 1933 und den Reichsbundpokal 1940. Das Endspiel 1939, in dem er ebenfalls mitwirkte, wurde allerdings mit 1:2 Toren gegen die Gauauswahl Schlesien verloren. Von 1933 bis 1943 bestritt Goldbrunner 16 Spiele in den Gau-Wettbewerben für Bayern.
Der großgewachsene, athletische und kampfstarke Stopper debütierte am 19. November 1933 in Zürich in der A-Nationalmannschaft, die mit 2:0 gegen die Auswahl der Schweiz gewann, und trat die Nachfolge des Fürthers Ludwig Leinberger an. Als weiterer Debütant überzeugte auf Rechtsaußen der Augsburger Ernst Lehner.
Goldbrunner kam am 14. Januar 1934 beim 3:1-Sieg gegen die Auswahl Ungarn zum Einsatz und nahm auch am WM-Lehrgang vom 7. bis 19. Mai 1934 teil, aber für das Aufgebot für die Weltmeisterschaft 1934 in Italien wurde er nicht nominiert. Den dritten Einsatz in der Nationalmannschaft hatte Goldbrunner erst am 27. Januar 1935 in Stuttgart wiederum gegen die Auswahl der Schweiz, als er beim 4:0-Erfolg als Mittelläufer den Aachener Reinhold Münzenberg vertreten konnte.
Die erste Turnierteilnahme mit der DFB-Mannschaft wurde für den Münchener das olympische Fußballturnier 1936 in Berlin. Die unmittelbare Vorbereitung stellten zwei Testspiele gegen den FC Everton im Mai 1936 und ein dreiwöchiger Trainingslehrgang im Juli unter der Leitung von Reichstrainer Otto Nerz dar. Das erste Spiel bei den Spielen gewann die deutsche Mannschaft am 4. August mit 9:0 Toren gegen die überforderte Auswahlmannschaft Luxemburgs. Drei Tage später schied er mit der Mannschaft mit einer überraschenden 0:2-Niederlage in der Zwischenrunde gegen die Auswahl Norwegens – Goldbrunner bestritt sein 15. Länderspiel – aus dem Turnier aus. Nach der olympischen Enttäuschung rehabilitierte sich die Nationalelf mit einem 2:2-Unentschieden am 15. November 1936 vor 100.000 Zuschauern im Berliner Olympiastadion gegen Weltmeister und Olympiasieger Italien. Goldbrunner hatte es dabei mit Silvio Piola zu tun, einem der besten Mittelstürmer dieser Ära.
In seinem 22. Länderspiel am 25. April 1937 in Hannover gegen die Auswahl Belgiens, bildete er das erste Mal mit den zwei Schweinfurter Außenläufern Albin Kitzinger und Andreas Kupfer die Läuferreihe der Nationalmannschaft. Mit dem 8:0-Erfolg am 16. Mai 1937 in Breslau gegen die seit über einem Jahr unbesiegte Auswahl Dänemarks wurde der Mythos der „Breslau-Elf“ begründet.
Einen Monat später, am 20. Juni 1937, wurde Goldbrunner in die Auswahl von Westeuropa berufen. Otto Nerz betreute in Amsterdam die Auswahl beim Spiel gegen Zentraleuropa. Er brachte dabei mit Jakob, Goldbrunner, Kitzinger und Lehner vier Spieler der „Breslau-Elf“ in der Kontinentauswahl zum Einsatz. Am 21. November 1937 gewann Deutschland das WM-Qualifikationsspiel gegen die Auswahl Schwedens in Hamburg mit 5:0 Toren und Helmut Schön ergänzte dabei mit zwei Toren die „Breslau-Elf“.
Goldbrunner nahm am 3. April 1938 in Wien am „Anschlussspiel“ gegen die Auswahlmannschaft aus Österreich (nun „Ostmark“) teil; seine Mannschaft des „Altreichs“ verlor die Begegnung mit 0:2 Toren. Reichstrainer Sepp Herberger musste anschließend eine gemeinsame Mannschaft für die im Juni stattfindende Weltmeisterschaft in Frankreich formieren; unter den Spielern war auch Ludwig Goldbrunner. Im Wiederholungsspiel am 9. Juni gegen die Auswahl der Schweiz – es war das 32. Länderspiel des Müncheners – vertrat Goldbrunner als Mittelläufer die deutschen Farben und lieferte sich viele Zweikämpfe mit Alfred Bickel, dem jungen Sturmführer der Eidgenossen. Die Elf von Karl Rappan konnte das Spiel mit 4:2 Toren gewinnen und Goldbrunner schied auch in seinem zweiten Turnier frühzeitig aus.
Mit der Begegnung am 20. Oktober 1940 in München gegen die Auswahl Bulgariens verabschiedete sich der Kapitän mit einem 7:3-Erfolg und seinem 39. Länderspiel aus der Nationalmannschaft. Ihm folgte Hans Rohde vom Eimsbütteler TV auf der Mittelläuferposition.

## Sonstiges
Nach seiner aktiven Fußballerkarriere war er als Aufsichtsbeamter, dann als Kühlhausmeister des Münchner Schlacht- und Viehhofs beschäftigt. Er war Ehrenmitglied beim FC Bayern.